# Раушенберг (Гессен)
Раушенберг (нім. Rauschenberg) — місто в Німеччині, знаходиться в землі Гессен. Підпорядковується адміністративному округу Гіссен. Входить до складу району Марбург-Біденкопф.
Площа — 67,33 км2. Населення становить 4410 ос. (станом на 31 грудня 2020).